# Orchesterprobe (Film)
Orchesterprobe (Originaltitel: Prova d’orchestra)  ist eine italienisch-deutsche Filmkomödie des Regisseurs Federico Fellini aus dem Jahr 1979.

## Handlung
Der Film spielt in einem Proberaum für klassische Musik. Während der Dirigent verzweifelt versucht, ein geordnetes Spiel zu organisieren, sind die einzelnen Spieler mit eigenen Dingen beschäftigt oder stören durch Diskussionen und abstruse Forderungen. Das Treiben der Spieler nimmt immer anarchischere Züge an, bis plötzlich eine riesige Abrissbirne in der Funktion eines „Deus ex Machina“ eine Wand des Raumes einschlägt. In die entstandene Stille hinein beginnt der Dirigent abermals zu dirigieren und alle Spieler stimmen jetzt geordnet die geplante Symphonie an.

## Kritiken
"Der größte Wert des Films liegt darin, daß er ein Klima, eine fiebrige Krankheit wiederzugeben vermag, ohne sie – wie viele meinen wollen – bereits einer Behandlung unterzogen zu haben, sondern als betrachte er sie nur mit einem Röntgenapparat, oder vielmehr mit den Augen, die bald mikroskopisch, bald makroskopisch sehen, den Augen der „déformation poetique“." (Avanti!, Mailand)
„Die Metapher einer Welt, die im selber geschaffenen Chaos unterzugehen droht.“ (Neue Zürcher Zeitung)
„Aufrüttelnd und heilsam. Ein Spektakel von ungewöhnlichem Reichtum. Ein dramatischer Appell an die von Fellini mit den ihm eigenen Farben gemalte jämmerliche, groteske Menschheit, sich in dem mitleidlos vorgehaltenen Spiegel endlich zu erkennen und etwas zu unternehmen. Ein ungeheuer ehrlicher Film von verwirrender, beunruhigender Komplexität.“ (l’Unita Mailand)

## Auszeichnungen
- 1979: Nastro d’Argento des Sindacato Nazionale Giornalisti Cinematografici Italiani (Beste Filmmusik)
- 1980: Prix Léon Moussinac der Association Française de la Critique de Cinéma (Bester ausländischer Film)